# Зуївцівська школа
Зуївцівська загальноосвітня школа І — ІІІ ступенів Миргородської районної ради — загальноосівітній навчальний заклад у селі Зуївці Миргородського району Полтавської області.

## Історія

### Заснування
Розвиток освіти в селі започаткував у 1835 році місцевий дяк. Він організував навчання п'ятнадцяти хлопчиків. Спеціального приміщення не було, навчання проходило в будинку дяка. Учні навчалися й водночас виконували домашні завдання.
У 1864 році Державною палатою була відкрита трирічна школа. Утримувалася вона на кошти громади. Навчали дітей дві вчительки. Одна — дочка священика, а інша — поміщика. Через кілька років у село приїхав учитель Устименко Тимофій Макарович разом зі своєю дружиною.
Із 1880 року учні Зуївцівської школи почали складати іспити.
У 1883 році в селі було відкрито читальню. А через три роки, у 1886 році, при сприянні Миргородського земства збудовано приміщення школи.
Освічені люди села докладали немало зусиль для поширення грамотності серед дітей. Таким чином, у кінці XIX століття в селі при церкві було створено школу, у якій навчалося 40 учнів. А вже в 1894 році в Зуївцях діяло три школи, у яких навчалося 250—270 учнів. У 1906 році священиком Михайлівської церкви та окремими громадянами села порушено клопотання про будівництво нового приміщення школи. Для цього організували збір коштів. Невдовзі було зібрано 600 карбованців.
У 1911 році в селі відбулися загальні збори, на яких розглядалося питання про будівництво нового приміщення школи. А вже в 1912 році збудовано світлий і просторий будинок для чотирикласної школи з квартирою для двох учителів. У 1913 році школу відкрили. Це були двоповерхова й одноповерхова споруди, які, на жаль, не збереглися. У школі навчали тільки російською мовою, українська була заборонена. Більшість дівчат заняття в школі не відвідували, та й хлопців батьки віддавали неохоче.

### Післяреволюційний період
Після революції на території села був створений волосний відділ народної освіти, який очолив Соломаха Пантелеймон Пантелеймонович. Активно сприяв його розвитку тодішній голова Зуївцівської сільської ради Холод Василь Лаврентійович. У 1920 році в селі відкрито п'ятикласну школу. У спогадах описується те, що вимоги до вчителів були суворими. Так у цьому ж році комісією з п'яти осіб під головуванням завідувача волосного відділу освіти Соломахи П. П. із посади вчителя було звільнено три особи.
Приміщень не вистачало, адже з'явилися паралельні класи, тому навчання проводилося в будинках селян. Так, зокрема, виділили кімнати у своїх оселях жителі села: Коломієць, Липовенко, Добряк, Кожушка. Для дорослих почали проводитися вечірні заняття.
У цей же час у будинку поміщика Янкевича було відкрито дитячий будинок на 40 — 45 осіб на повному утриманні Зуївцівської волості. Його фінансування здійснювалося також Миргородським відділом освіти. Пізніше дитбудинок у Зуївцях було закрито й переведено в Миргород.
Відомостей про існування школи в довоєнний період немає. А розпочала вона свою діяльність із середини вересня 1943 року після визволення села від фашистської окупації Радянською армією.
Основна функція школи — дати учням загальну середню освіту. У 1 — 8 класах навчалися діти, які проживали на території с. Зуївець, а в 9 — 11 класах — діти з сіл Зуївець і Черевок Миргородського району Полтавської області.
Із вересня місяця 1943 року по 30 грудня 1962 року школа с. Зуївці належала до Комишнянського району Полтавської області і знаходилася у відомстві Комишнянського районного відділу народної освіти. Із січня 1963 року у зв'язку з реорганізацією районів згідно Указу Верховної Вади Української Радянської Соціалістичної Республіки від 30 грудня 1962 року школа відійшла до Миргородського району Полтавської області й відтоді стала знаходитися у відомстві Миргородського районного відділу народної освіти.

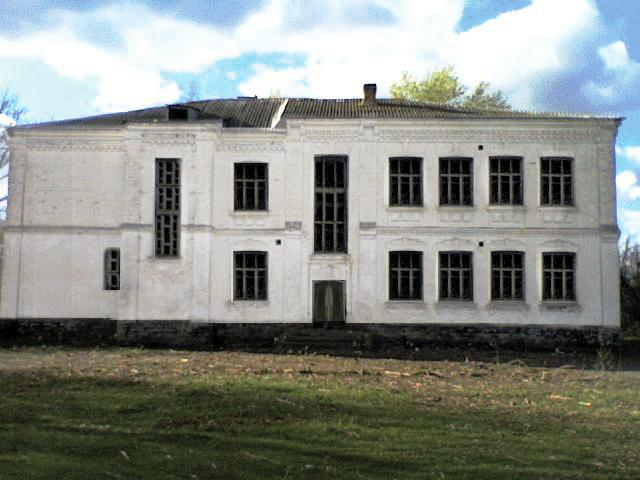
Стара будівля Зуївцівської школи, фото 2000 року

До 1963 року школа мала назву Зуївцівська середня школа, а 1963 року стала називатися Зуївцівська середня загальноосвітня трудова політехнічна школа з виробничим навчанням. Діти, які закінчували цей навчальний заклад, крім середньої освіти, отримували кваліфікацію рільника, механізатора широкого профілю. Із вересня 1966 року в школі відповідно Постанови уряду ліквідовано 11-й клас, діти навчалися 10 років.
Згідно Основних напрямів реформи загальноосвітньої і професійної школи, у навчальному закладі з 1983 року розпочато навчання дітей шестирічного віку.
У 1936 році Зуївцівську школу закінчив Герой Радянського Союзу О. Д. Міщенко.

## Сучасність
Зуївцівська загальноосвітня школа І-ІІІ ступенів є комунальною власністю Миргородської районної ради Полтавської області. Управління та фінансування здійснюється відділом освіти Миргородської районної державної адміністрації. Будівля школи прийнята в експлуатацію 1 вересня 1990 року. Земельна ділянка, яка належить школі, має площу 4,3 га.